# Марина Бојић
Марина Бојић (Београд, 6. јун 1937; девојачко Кашанин) је српска преводитељка и организаторка културних догађаја, а позната је по својим преводима са руског језика. Члан је Удружења за културу, уметност и међународну сарадњу „Адлигат” у Београду. 

## Биографија
Она је рођена као најмлађе од четворо деце. Ћерка је Милана Кашанина, српског историчара уметности, а братаница Радивоја Кашанина. Име је добила по сестри принцезе Олге Карађорђевић, принцези Марини од Грчке и Данске. Маринина мајка била је пореклом из добростојеће руске породице и са њом је током одрастања говорила на руском језику.
У свом родном граду завршила је основну и средњу школу, а потом уписала и дипломирала Светску књижевност на Филозофском факултету Универзитета у Београду.
Током година, радила је као организатор културног програма Сава центра и као преводилац, а нека од дела која је превела су „Књижевност” Ејхенбаума (1972), „Облак златаст преноћио" Анатолија Приставкина (1991), „Ловчеви записи" Тургењева (с Милошем С. Московљевићем, 1997) и „Конструкције архитектонских и машинских форми" Черњихова (2006). 
Један је од аутора књиге „Браћа Кашанин: знаменити Барањци” (2007).
Била је у браку са Мирком Бојићем, познатим српским новинаром и репортером, од 1961. године све до његове смрти. Заједно имају ћерку Зоју Бојић, историчарку уметности.
Од 2015. године је члан Удружења за културу, уметност и међународну сарадњу „Адлигат” у Београду.